# Кубок Словенії з футболу 2004—2005
Кубок Словенії з футболу 2004–2005 — 14-й розіграш кубкового футбольного турніру в Словенії. Титул вперше здобув Публікум (Цельє).

## Календар
| Раунд        | Дата                        | Матчі | Клуби   |
| ------------ | --------------------------- | ----- | ------- |
| Перший раунд | 4-7 серпня 2004             | 10    | 32 → 22 |
| Другий раунд | 15 вересня 2004             | 6     | 22 → 16 |
| 1/8 фіналу   | 29 вересня - 12 жовтня 2004 | 8     | 16 → 8  |
| 1/4 фіналу   | 27 жовтня 2004              | 4     | 8 → 4   |
| 1/2 фіналу   | 20/27-28 квітня 2005        | 4     | 4 → 2   |
| Фінал        | 17 травня 2005              | 1     | 2 → 1   |

## Перший раунд
| Команда 1         | Рахунок      | Команда 2            |
| ----------------- | ------------ | -------------------- |
| 4 серпня 2004     |              |                      |
| Дуплек            | 1:8          | Рудар (Веленє)       |
| Палома            | 2:3          | Заврч                |
| Хотиза            | 0:4          | Алюміній             |
| Вержей            | 0:2          | Нафта                |
| Крка              | 1:2          | Кршко                |
| Толмин            | 0:3          | Фактор               |
| Свобода (Любляна) | 0:1          | Супернова Триглав    |
| Брда              | 1:4 дч       | Ізола                |
| 7 серпня 2004     |              |                      |
| Порторож (Піран)  | 3:3 пен. 4:3 | Єсенице              |
| Тишина            | 3:3 пен. 3:4 | Желєзнічар (Марибор) |

## Другий раунд
| Команда 1            | Рахунок | Команда 2           |
| -------------------- | ------- | ------------------- |
| 15 вересня 2004      |         |                     |
| Алюміній             | 5:1     | Кршко               |
| Заврч                | 2:1     | Рудар (Веленє)      |
| Желєзнічар (Марибор) | 2:6 дч  | Корошка (Дравоград) |
| Нафта                | 1:0     | Драва (Птуй)        |
| Ізола                | 1:0     | Супернова Триглав   |
| Порторож (Піран)     | 0:3     | Фактор              |

## 1/8 фіналу
| Команда 1           | Рахунок | Команда 2 |
| ------------------- | ------- | --------- |
| 29 вересня 2004     |         |           |
| Алюміній            | 1:2     | Нафта     |
| Публікум (Цельє)    | 2:0     | Ізола     |
| Домжале             | 2:1 дч  | Любляна   |
| Корошка (Дравоград) | 5:2 дч  | Примор'є  |
| Олімпія (Любляна)   | 2:0     | Фактор    |
| Мура                | 4:0     | Шмартно   |
| 10 жовтня 2004      |         |           |
| Копер               | 1:2     | Марибор   |
| 12 жовтня 2004      |         |           |
| Гориця              | 6:0     | Заврч     |

## 1/4 фіналу
| Команда 1        | Рахунок      | Команда 2           |
| ---------------- | ------------ | ------------------- |
| 27 жовтня 2004   |              |                     |
| Публікум (Цельє) | 1:1 пен. 4:2 | Олімпія (Любляна)   |
| Домжале          | 2:4 дч       | Гориця              |
| Нафта            | 9:2          | Корошка (Дравоград) |
| Марибор          | 2:0          | Мура                |

## 1/2 фіналу
| Команда 1         | Заг. | Команда 2        | 1-й матч | 2-й матч |
| ----------------- | ---- | ---------------- | -------- | -------- |
| 20/27 квітня 2005 |      |                  |          |          |
| Гориця            | 3:0  | Нафта            | 2:0      | 1:0      |
| 20/28 квітня 2005 |      |                  |          |          |
| Марибор           | 3:4  | Публікум (Цельє) | 2:1      | 1:3      |

## Фінал
| 17 травня 2005 |

| Публікум (Цельє) | 1:0      | Гориця |
| ---------------- | -------- | ------ |
| Лунгу 73' (аг)   | Протокол |        |

| Арена Петрол, Цельє Глядачів: 3 800 Арбітр: Драго Кос |